# Luis Enrique Lis
Luis Enrique Lis Oliveros fue un compositor colombiano que coadyuvó al surgimiento del subgénero musical de la Caña.

## Biografía

### Orígenes
Nació en Natagaima, Tolima el 12 de julio de 1907. Hijo del hacendado tolimense D. Miguel Ángel Lis y su esposa, Adelina Oliveros. Abuelos paternos: D. Agustín Lis, hacendado tolimense; y su esposa, Da. Encarnación Rojas. Hermano del senador Carlos Antonio Lis. Primo hermano de Juan Tole Lis, presidente del Senado de Colombia.
Ver: - Libro de Genealogía Licht o Lis.

### Aportes musicales al Folclor colombiano
Junto a Cantalicio Rojas, su compadre en Natagaima, fueron precursores de las fiestas folclóricas del San Juan, componiendo "El Contrabandista", contribuyendo a la creación del subgénero musical de la Caña. Los historiadores Jairo Arias Barragán, Humberto Galindo Palma, Raul Galindo y Jorge Rojas González dicen sobre Cantalicio:
Dotado de una fina sensibilidad musical, Cantalicio hallaba solaz en sus ratos libres tocando su bandola o su guitarra, según fuera el momento indicado e iba dando forma a sus canciones, inventando letras, que anotaba en un cuadernito y que espontáneamente sometía a la opinión de sus amigos, colegas de murga y de sus propios clientes. Quizás por esta razón su sanjuanero “El Contrabandista”, el más conocido de su repertorio, figura con autoría de Cantalicio Rojas González y Luis Enrique Liz, uno de sus compadres. Pero recientes investigaciones demuestran que Lis no solo era su compadre, sino un intérprete y compositor natagaimuno, el cual también aparece en las fotografías de Cantalicio y cuenta con memoria histórica dentro de la comunidad natagaimuna.
EL CONTRABANDISTA

En mi tierra tolimense

hay una fiesta de honor

es la fiesta Sanjuanera

que celebran con fervor.

Y allá van con alegría

como lo manda mi Dios.

Ya tenemos la lechona

y celebran la reunión;

luego cantan el joropo,

el bambuco y la canción.

Pero la danza la bailan

parejas de dos en dos.

Yo me voy para mi rancho

a llevarle a mi mujer

unas varitas de Pancho

y la aguja de coser.

Hay que remendar el sayo,

la camisa, el pantalón,

darle de beber al bayo

y afilar el azadón.

Darle de beber al bayo

y afilar el azadón.

El que quiera parrandear

ha de tener capital

una mujer con dos hijos

y plata para gastar

Es la fiesta Sanjuanera

una fiesta del humor

al son de una guitarra

un tiple y un buen tambor

El que quiera parrandear

ha de tener capital

una mujer con dos hijos

y plata para gastar

Es la fiesta Sanjuanera

una fiesta del humor

al son de una guitarra

un tiple y un buen tambor.

## Homenajes y desambiguaciones
Hay referencias a Lis, como precursor junto a su familia de las fiestas de San Juan, convertidas en el festival folclórico de Natagaima, donde eran invitados compositores como Jorge Villamil Cordovez, del cual se dice dedicó La Barbacoa (1967) a Lis y sus hermanos. La Barbacoa reza entre sus versos: En la Barbacoa, a orillas del Saldaña, con los hermanos Lis cantábamos la Caña, Caña de Cantalicio, Caña de Natagaima ; mientras otros sostienen que se trata de una dedicatoria al compositor Carlos Lis Moncaleano, de Coyaima, y su hermano, el también compositor Jorge Lis Moncaleano.